# Slag bij Idomene
De Slag bij Idomene was een veldslag tijdens de Peloponnesische Oorlog in 426 v.Chr. Deze werd geleverd tussen de Atheners en de Ambracioten.
De Ambraciërs, die bondgenoten waren van de Spartanen, hadden een leger gestuurd om Amphilochia, dat bedreigd werd door de Atheners, te helpen. De Ambracioten wisten toen echter nog niet dat het leger van Amphilochia al was verslagen en vernietigd door de Atheners. De Ambracioten, die niets wisten over het gevaar dat hen boven het hoofd hing, sloegen hun kamp op aan de voet van twee lage heuvels. Demosthenes, de leider van de Atheners, veroverde de hoogste heuvel, waarmee hij een groot voordeel behaalde. De Ambracioten werden aangevallen voor zonsopkomst en werden vernietigd door de Atheners toen ze nog sliepen.
De Ambraciërs en hun bondgenoten verloren ongeveer 1.000 man gedurende de twee slagen. Thucydides beschreef dit als: "Dit was werkelijk de grootste ramp waar één enkele Griekse stad in zo'n klein aantal dagen werd door getroffen in de hele oorlog."